# Museo Çengelhan Rahmi M. Koç
Il Museo Çengelhan Rahmi M. Koç (in turco Çengelhan Rahmi M. Koç Müzesi) è un museo della tecnologia ad Ankara, in Turchia.

## Localizzazione
Il museo si trova in uno dei vecchi quartieri di Ankara, noto come storico Atpazarı (letteralmente: mercato dei cavalli), di fronte alla cittadella di Ankara. Si trova a un'altitudine di 950 metri leggermente superiore al resto della città.

## Storia
Il museo si trova in una locanda storica (in turco: han), chiamata Çengelhan (letteralmente: locanda del gancio). Secondo un'iscrizione sul cancello principale, la locanda fu costruita nel 1523 durante il regno del sultano ottomano Solimano. Successivamente, fu utilizzata come magazzino per il mohair, che era una specialità di Ankara. Durante l'era repubblicana, era di proprietà della Direzione generale delle fondazioni della Turchia. Nel 2003 è stato affittato all'industriale Rahmi M. Koç per essere utilizzato come museo. Dopo un periodo di restauro, è stato inaugurato nel 2005.

## Il museo
Il piano inferiore è riservato a una galleria di tappeti, macchine agricole e mostre farmaceutiche. Macchine, medicinali, attrezzi per la vita quotidiana e veicoli per il trasporto stradale sono esposti al piano terra, insieme a una brasserie (caffetteria). Il piano superiore contiene mostre di articoli per il trasporto ferroviario, giocattoli e strumenti per le comunicazioni, la scienza, il trasporto marittimo e la navigazione. Ci sono anche sezioni su Mustafa Kemal Atatürk, il fondatore della Turchia moderna; Vehbi Koç, padre di Rahmi Koç e uno dei primi industriali della Turchia, e sulla città di Ankara.

## Galleria d'immagini

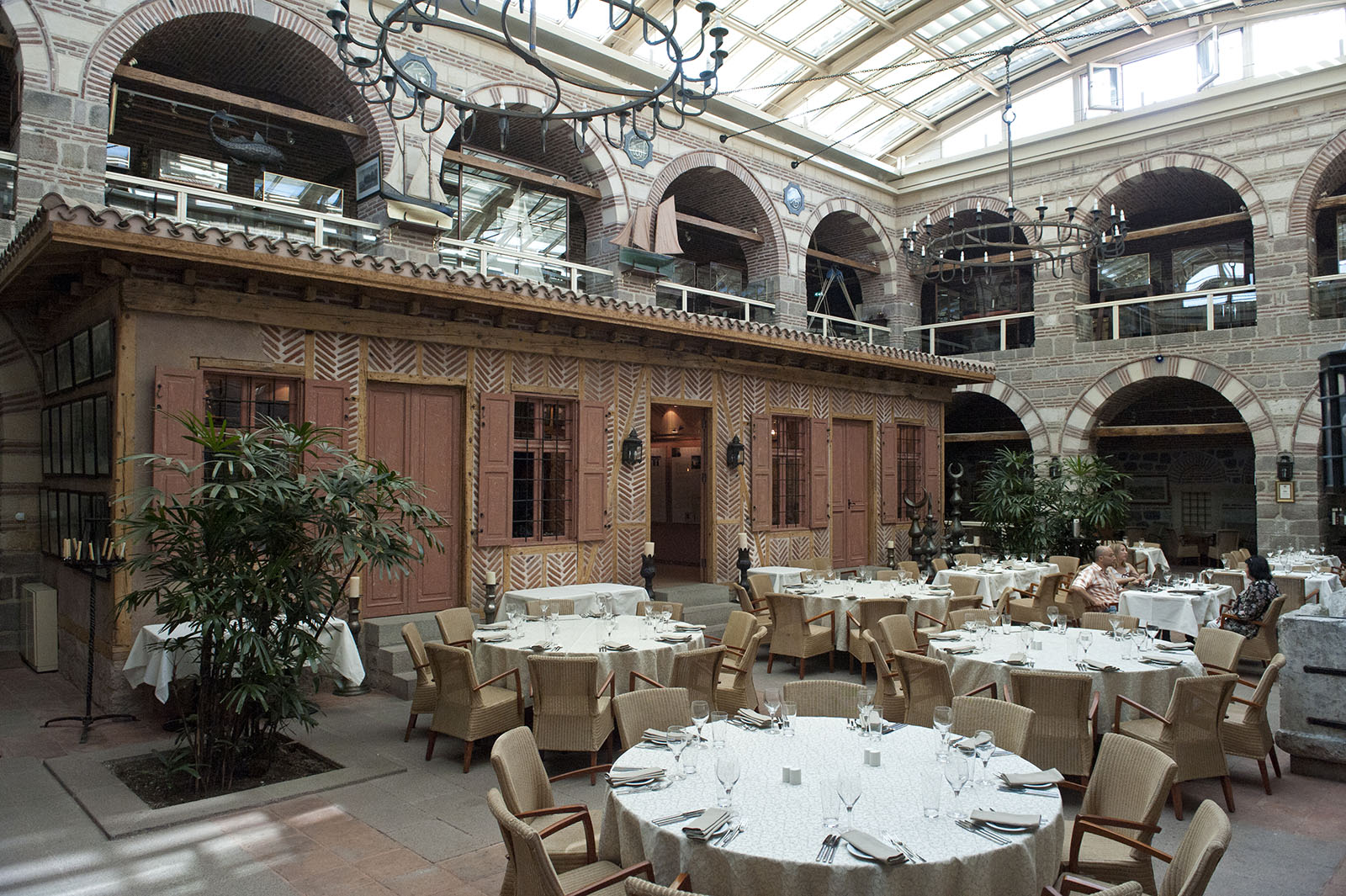
Museo Çengelhan Rahmi M. Koç Museum atrio centrale
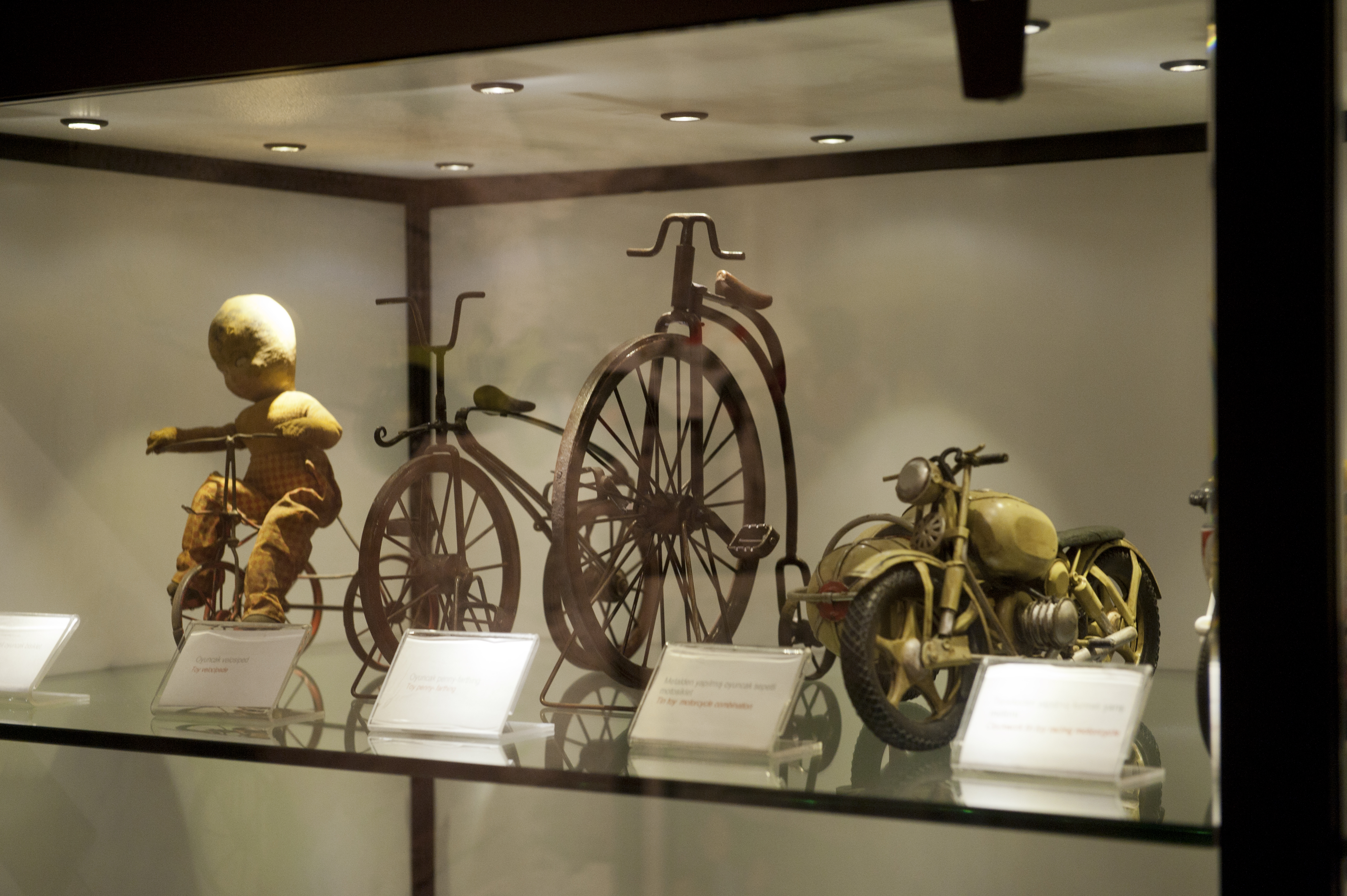
Museo Çengelhan Rahmi M. Koç Museum collezioni
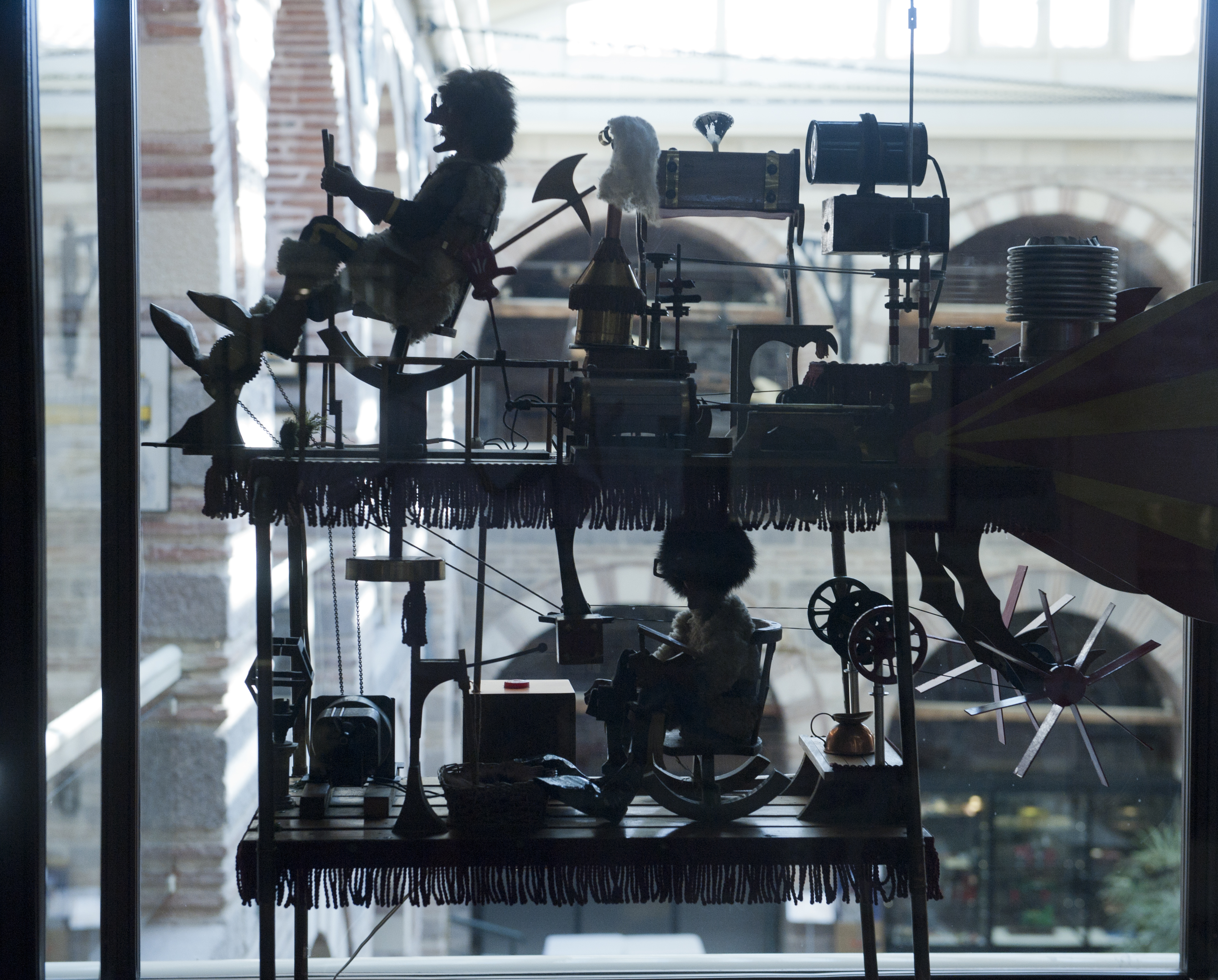
Museo Çengelhan Rahmi M. Koç Museum collezioni
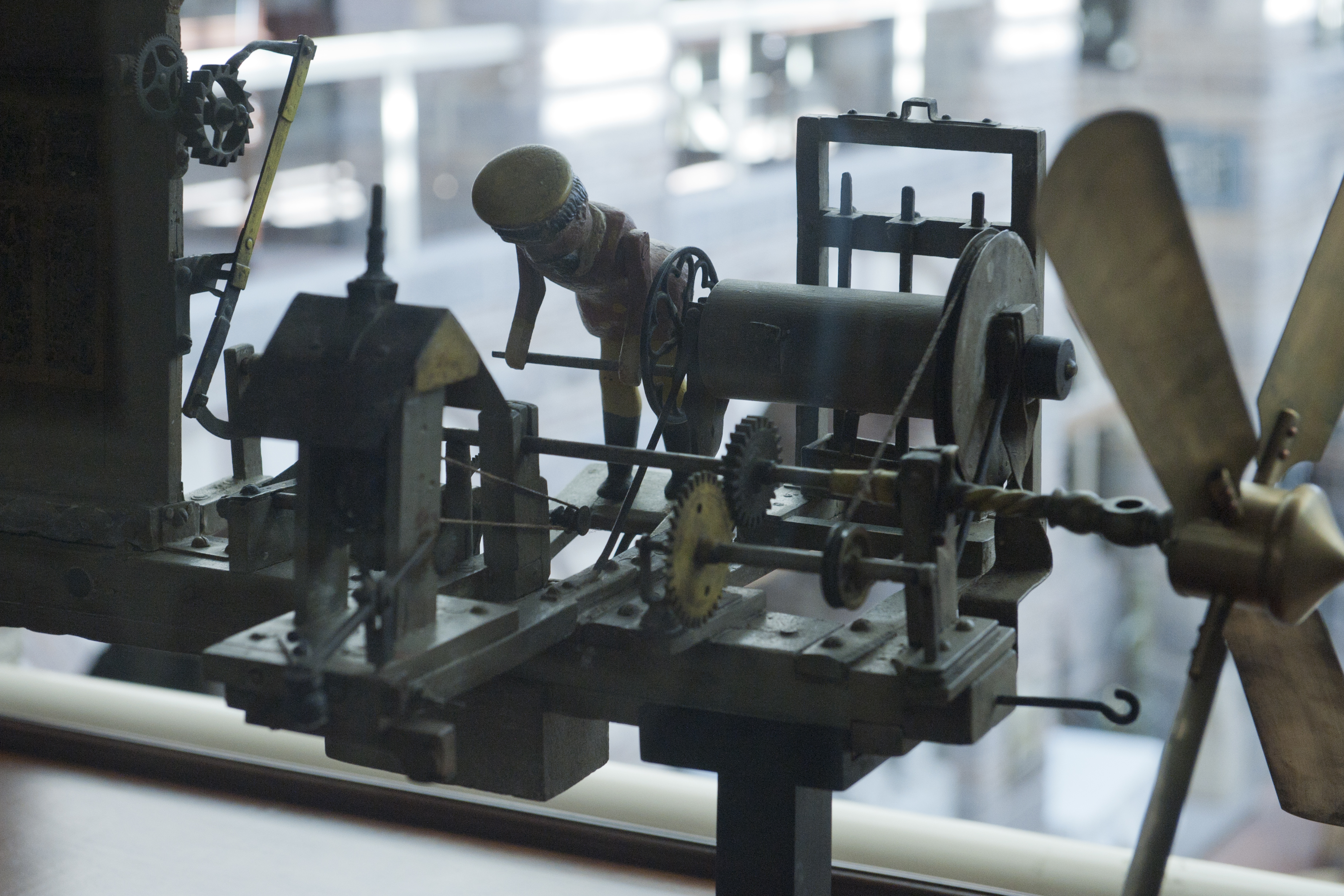
Museo Çengelhan Rahmi M. Koç Museum collezioni